# Limba ciuvașă
Ciuvașa (ciuvașă: Чӑвашла, pronunțat aproximativ „Ceă-vașlá”, API: /tɕəʋaʂˈla/) este o limbă turcică vorbită în centrul Rusiei, în mod special în Republica Ciuvașia. Este singura supraviețuitoare a ramurii oghurice a limbilor turcice.
Sistemul de scriere al acestei limbi este bazat pe alfabetul chirilic, având toate literele folosite la scrierea limbii ruse, având totuși patru litere caracteristice: Ӑ, Ӗ, Ҫ și Ӳ.

## Folosință
Ciuvașa este limba nativă a poporului ciuvaș și o limbă oficială a Republicii Ciuvașia. Este vorbită de circa două milioane de oameni, 86% etnici ciuvași și 8% popoare de altă etnie ce trăiesc în Ciuvașia. În ciuda acestui fapt, chiar dacă ciuvașa se învață la școală și uneori este folosită de media, se consideră a fi în pericol, deoarece limba rusă domină anumite sfere ale vieții și datorită faptului că puțini copii ce învață această limbă vor fi vorbitori activi ai acesteia. 

## Istorie
Ciuvașa este cea mai distinctivă față de alte limbi turcice și nu poate fi înțeleasă de către vorbitorii altor limbi turcice. Astăzi, ciuvașa este clasificată, la un loc cu khazara, avara turcică, proto-bulgara și posibil, huna, ca fiind o membră a ramurii oghurice a familiilor limbilor turcice. Este ultima limbă rămasă din această ramură. S-a ajuns la această idee datorită faptului că vocabularul acestei limbi arată semne ale mutației în r- și l- a z--ului și š--ului din turca comună.

## Alfabetul

### Cel curent
А Ӑ Б В Г Д Е Ё Ӗ Ж З И Й К Л М Н О П Р С Ҫ Т У Ӳ Ф Х Ц Ч Ш Щ Ъ Ы Ь Э Ю Я
а ӑ б в г д е ё ӗ ж з и й к л м н о п р с ҫ т у ӳ ф х ц ч ш щ ъ ы ь э ю я
а, ӑ, бӑ, вӑ, гӑ, дӑ, е, ё, ӗ, жӑ, зӑ, и, йӑ, кӑ, лӑ, мӑ, нӑ, о, пӑ, рӑ, сӑ, ҫӑ, тӑ, У, ӳ, фӑ, хӑ, цӑ, чӑ, шӑ, щӑ, хытӑлӑхпалли, ы, ҫемҫелӗхпалли, э, ю, я

### Între 1873-1938
Alphabetul modern ciuvaș a fost conceput în 1873 de către inspectorul școlar Ivan Iakovlevici Iakovlev .
| а | е | ы | и/і | у | ӳ | ă | ĕ | й | в | к | л | љ | м | н | њ | п | р | р́ | с | ç | т | т ̌ | ђ | х | ш |

În 1938, alfabetul a suferit modificări semnificative ce au dus la actuala formă.

### Sisteme anterioare de scriere
Cel mai vechi, cunoscut ca orkhon, a dispărut după ce bulgarii Volgăi s-au convertit la Islam. Mai târziu, alfabetul arab a fost adoptat. După invazia mongolă, scrisul s-a degradat. 

## Fonologie

### Consoanele
/p/ (п), /t/ (т), /k/ (к), /č/ (ч), /š/ (ш), /ś/ (ç), /χ/ (х), /v/ (в),/ m/ (м), /n/ (н), /l/ (л), /r/ (р), /y/ (й). 

### Vocalele
Există două clasificări:
- Cea după Krueger (1961)

|      | Anterioare | Anterioare | Posterioare | Posterioare |
|      | Unrounded  | Rounded    | Unrounded   | Rounded     |
| ---- | ---------- | ---------- | ----------- | ----------- |
| High | i (и)      | y (ӳ)      | [ɯ] (ы)     | u (у)       |
| Low  | e (е)      | [ø̆] (ĕ)    | а (а)       | ŏ (ă)       |

- Cea a lui András Róna-Tas (1997)

|           | Front     | Front   | Back      | Back    |
| --------- | --------- | ------- | --------- | ------- |
|           | Unrounded | Rounded | Unrounded | Rounded |
| High      | [i] (и)   | [y] (ӳ) | [ɯ] (ы)   | [u] (у) |
| Close-mid | [ĕ] (ĕ)   |         | [ɤ̆] (ă)   |         |
| Open-mid  | [ɛ] (е)   |         |           |         |
| Low       |           |         | [a] (а)   |         |

- ă și ĕ sunt descrise ca vocale reduse, diferite în cantitatea vocalică de celelalte. În poziții neaccentuate, ele pot semnifica un ă sau tind să cadă ambele în timpul dialogurilor rapide.

Adițional, [ɔ] (о) apare în cuvintele împrumutate din rusă.

## Dialecte
Există două dialecte ale  ciuvașei: Viryal sau de sus (ce deține și o și u) și Anatri sau de jos (ce are u pentru ambele o și u: Vi. totă "plin", tută "gust" - an. tută "plin, gust" ). Limba literară se bazează pe ambele dialecte. Atât limba tătară cât și limbile fino-ugrice au influențat limba ciuvașă, precum și limba rusă, limba mari, mongola, limba arabă și limba persană, limbi ce au contribuit din plin la lexicul ciuvaș.

### Armonia vocalică
"Armonia vocalică" este principiul prin care un cuvânt ciuvaș nativ încorporează fie doar vocale posterioare (а, ă, у, ы) ori exclusiv vocale anterioare (е, ĕ, и, ӳ). Armonia vocalică dictează că un cuvânt nu poate avea atât vocale posterioare cât și din cele anterioare. Așadar, multe sufixe apar su forma: Шупашкар'та "în Cheboksary" dar килте "acasă".

#### Excepții
Excepția o dețin cuvintele împrumutate ori cele din substratul turcic ce au două sau mai multe feluri de vocale diferite în componență. În acest caz, se urmărește armonizarea cu ultima vocală dinaintea sufixului.

### Ordinea cuvintelor
Ordinea cuvintelor în ciuvașă este în general de tip SOV.